# March of the Pigs
«March of the Pigs» (в пер. з англ. «Марш свиней») — пісня американського індастріал-гурту Nine Inch Nails, яку написав лідер гурту Трент Резнор та яка вийшла 25 лютого 1994 року як перший сингл з альбому The Downward Spiral. В системі нумерації Halo сингл має номер Halo 7.

## Сингл
Пісня «March of the Pigs» має незвичайний метр, в якому чергуються такти 7/8 з 4/4. Також на задній стороні обкладинки сингла зазначено, що «March of the Pigs» має темп 269 рівня. Через своє незвичайне та агресивне звучання, пісня має популярність у слухачів та часто виконується на концертах. «March of the Pigs» є однією з найкоротших композицій Nine Inch Nails, з тривалістю трохи менш ніж три хвилин.
Американська версія синглу містить два ремікси на заголовну пісню і два ремікси на неальбомні інструментальні композиції «Reptile» і «A Violet Fluid». У Великої Британії «March of the Pigs» виходив у двох різних виданнях: у першому була представлена зацензурена версія «March of the Pigs», ремікс на неї і композиції «Big Man With a Gun» і «A Violet Fluid», друге видання містило звичайну версію «March of the Pigs», ремікс на «Reptilian» та композицію «Underneath the Skin».
Через тринадцять років після релізу сингл дебютував на 9-му рядку канадського чарту, піднявшись потім до 6-го рядка.

Кадр з кліпу «March of the Pigs»

## Відеокліп
Відеокліп був знятий Пітером Крістоферсоном в березні 1994 року. У відео показана група Nine Inch Nails виконуюча композицію «March of the Pigs». Те, що відбувається в кліпі, схоже на репетицію гурту. При цьому Трент Резнор поводиться агресивно, постійно кидаючи мікрофон та штовхаючи інших музикантів. У кліпі пісня виконується в живу. У попередній версії цього відео, яка частково представлена на Closure DVD, гурт грав в декораціях, зроблених у вигляді червоної печери, на підлозі якох була вода.

## Список композицій

### CD (США)
1. «March of the Pigs» — 2:58
2. «Reptilian» — 8:39
3. «All the Pigs, All Lined Up» («March of the Pigs» remix) — 7:25
4. «A Violet Fluid» — 1:05
5. «Underneath the Skin» — 7:13

### CD 1 (Велика Британія)
1. "March of the Pigs (clean version)" — 3:03
2. «All the Pigs, All Lined Up» — 7:25
3. «A Violet Fluid» — 1:03
4. «Big Man With a Gun» — 1:36

### CD 2 (Велика Британія)
1. "March of the Pigs (LP version) « — 2:58
2. „Underneath the Skin“ — 7:14
3. „Reptilian“ — 8:39

## Додаткові факти
- Кліп „March of the Pigs“ показаний в одному з епізодів мультсеріалу „Бівис і Батхед“.
- У 2006 році рок-гурт Mae[en] записав кавер-версію на композицію „March of the Pigs“.
- „March of the Pigs“ включена в саундтрек до музичної відеогрі Rock Band[en].